# 김경도 (야구 선수)
김경도(金敬道, 1991년 1월 16일 ~ )는 전 KBO 리그 두산 베어스의 선수이다. 2009년 아시아 청소년 야구 선수권 대회에 참가하였고 타격상을 받았다. 2010년 한국프로야구 신인 드래프트에서 한화 이글스가 8순위로 지명하였지만 입단하지 않고 고려대학교에 진학하였다. 대학 졸업 후 한화 이글스 신고선수로 입단하였다. 2015년에는 두산 베어스 소속 선수로 2군 전지훈련에 참여하였다.현재 서울시 종로구 대신고등학교에서 체육교사로 재직중이다

## 출신학교
- 청구초등학교
- 덕수중학교
- 덕수고등학교
- 고려대학교